# Ladang Baro (Panga)
Ladang Baro is een bestuurslaag in het regentschap Aceh Jaya van de provincie Atjeh, Indonesië. Ladang Baro telt 639 inwoners (volkstelling 2010).